# Lijst van premiers van Lesotho
Dit artikel geeft een lijst van premiers van Lesotho.

## Premiers van Lesotho (1996-heden)
| Premier | Premier                                                               | Ambtstermijn      | Ambtstermijn      | Partij                          |
| ------- | --------------------------------------------------------------------- | ----------------- | ----------------- | ------------------------------- |
|         | Chief Sekhonyana Nehemia Maseribane (1918–1986)                       | 6 mei 1965        | 7 juli 1965       | BNP                             |
|         | Chief Joseph Leabua Jonathan (1914–1987)                              | 7 juli 1965       | 20 januari 1986   | BNP                             |
|         | Justin Metsing Lekanya (1938–2021) (voorzitter van de Militaire Raad) | 24 januari 1986   | 2 mei 1991        | Mil.                            |
|         | Elias Phisoana Ramaema (1933–2015) (voorzitter van de Militaire Raad) | 2 mei 1991        | 2 april 1993      | Mil.                            |
|         | Ntsu Mokhehle (1918-1999)                                             | 2 april 1993      | 17 augustus 1994  | BCP                             |
|         | Hae Phoofolo (1947) (waarnemend)                                      | 17 augustus 1994  | 14 september 1994 | n/p                             |
|         | Ntsu Mokhehle (1918-1999)                                             | 14 september 1994 | 29 mei 1998       | BCP (tot 1997) LCD (vanaf 1997) |
|         | Pakalitha Mosisili (1945)                                             | 29 mei 1998       | 8 juni 2012       | LCD                             |
|         | Tom Thabane (1939)                                                    | 8 juni 2012       | 17 maart 2015     | ABC                             |
|         | Pakalitha Mosisili (1945)                                             | 17 maart 2015     | 16 juni 2017      | DC                              |
|         | Tom Thabane (1939)                                                    | 16 juni 2017      | 19 mei 2020       | ABC                             |
|         | Moeketsi Majoro (1961)                                                | 20 mei 2020       | 28 oktober 2022   | ABC                             |
|         | Sam Matekane (1958)                                                   | 28 oktober 2022   | huidig            | RFP                             |

Afkortingen:
- BNP = Basotho National Party (conservatief)
- BCP = Basotho Congress Party (sociaaldemocratisch)
- LCD = Lesotho Congress for Democracy (sociaaldemocratisch)
- ABC = All Basotho Convention (sociaaldemocratisch)
- DC = Democratic Congress (sociaaldemocratisch)
- RFP = Revolution for Prosperity (populistisch)
- Mil. = militair
- n/p = partijloos